# Árni Magnússon
Árni Magnússon (13. listopadu 1663 – 7. ledna 1730 Kodaň) byl islandský učenec.
Stal se známý i pod latinizovanou podobou jména Arnas Magnaeus a dánskou podobou Arne Magnussen. Od roku 1683 studoval v Kodani u Thomase Bartholina, roku 1701 se stal se profesorem archeologie a filosofie na tamější univerzitě. V letech 1702–1712 se podílel na sčítání obyvatel na Islandu, přičemž hojně sbíral starožitnosti, zejména stala známá jeho bibliofilská sbírka rukopisů, která byla po jeho smrti odevzdána dánské královské knihovně (dnes Arnamagnæana byla částečně přesunuta do Reykjavíku). Podporoval také vydávání staronordských literárních památkek.